# 汤岗子温泉

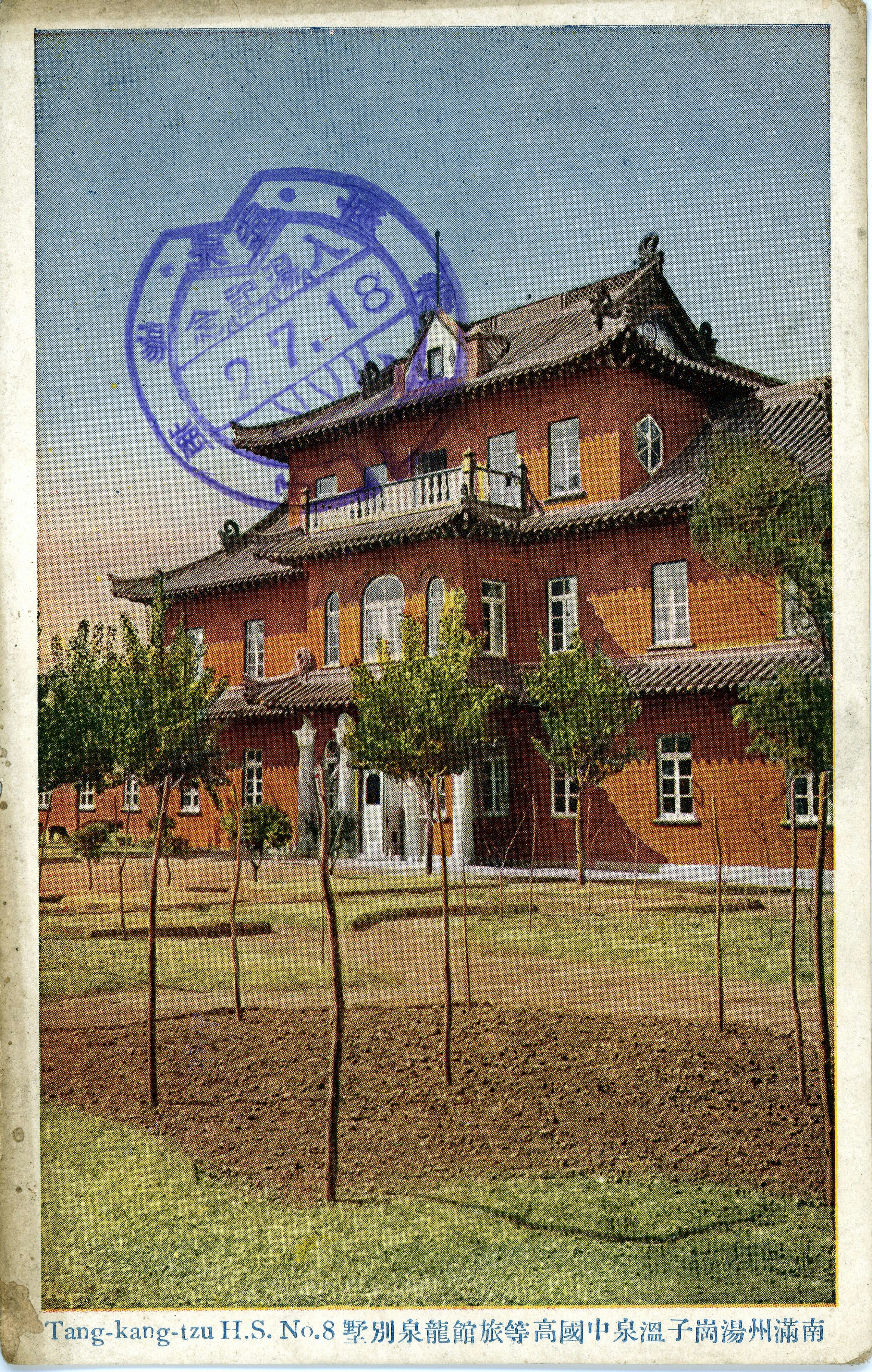
汤岗子温泉株式会社所经营的面向中国游客的龙泉别墅

汤岗子温泉株式会社是设立于1920年3月的日本法人，位于满铁汤岗子附属地。:273:117
该公司1944年时公称资本金为100万日元，实际拂入资本金25万日元，总资产68.56万日元。主要股东为南满洲铁道。:273该公司在汤岗子温泉经营对翠阁、玉泉馆、龙泉别墅等设施。:117,118

## 汤岗子温泉
满铁、满洲国时代，汤岗子温泉是闻名于日本人社群的“满洲三大温泉”之一，与熊岳城温泉、五龙背温泉并列。汤岗子温泉位于满铁本线汤岗子附属地内，距离汤岗子站约400米远。据记载，满铁时代每天温泉的涌出量在45,000公升左右。泉温73.5摄氏度，无色透明，带碱性，略有放射性。:117
日本人对汤岗子温泉最早的使用始于日俄战争时期，当时日军从凤凰城向牛庄进军途中在此入浴。此后俄军也在此设置疗养设施，俄军所建设施后来被日本人作为旅馆（清林馆）使用，1919年时因火灾大半烧毁。日军在日俄战争中占领辽阳以后，在此建立了疗养所。:117

## 会社概况
1919年8月，清林馆毁于火灾。1920年3月满铁设立了汤岗子温泉株式会社，公称资本金200万日元，兴建了可供住宿的对翠阁、玉泉馆以及面向不留宿的旅客的共乐馆。1922年10月，又设立了面向中国游客的龙泉别墅。龙泉别墅修建之前，当地已经有面向中国人的“金汤”，但设备相对简陋，当时的满铁社长出于日中友好的目的而决定设立龙泉别墅。后来随着俄国游客的增加，玉泉馆又随之增设了俄罗斯馆。:117,118
1932年，溥仪离开天津后，在等待就任满洲国执政期间，曾居住在汤岗子。汤岗子温泉株式会社为溥仪夫妇和其随从翻修了对翠阁。:118

### 清林馆

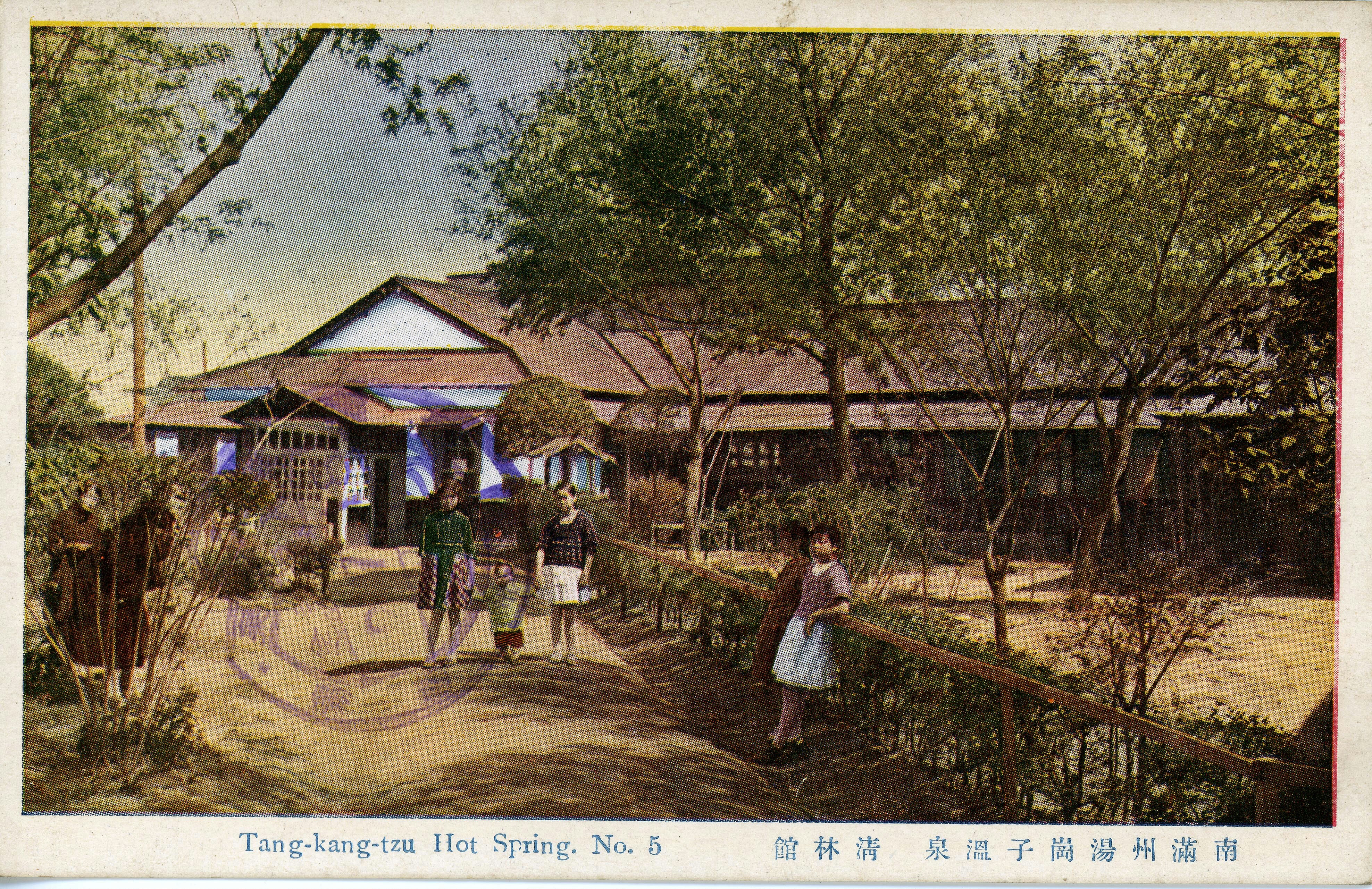
1935年时的清林馆

设立于1909年，原为俄军所修建的设施，为一层的洋楼。1909年时大厅内有管风琴。客房为“和洋折衷”的风格。1919年时因火灾大半烧毁。:122,123,117